# Península Calcídica

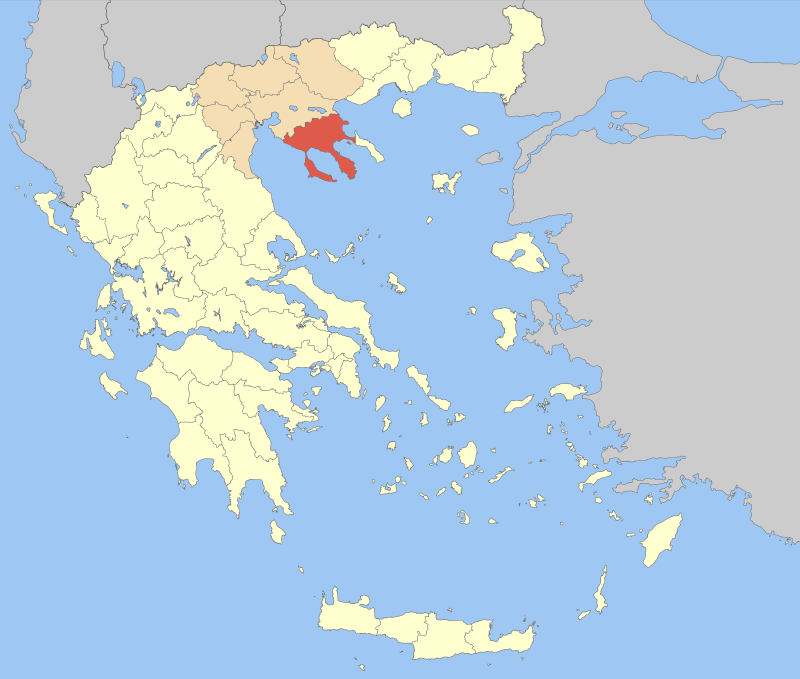
La península Calcídica, dins Grècia.

La península Calcídica (grec: Χαλκιδική) és una península de Grècia, a la costa de Tràcia, avui repartida entre els nomós de la Calcídica i de Tessalònica. És una península muntanyosa dividida en tres penínsules: Cassàndria (Pellene), Sithònia i Atos (Acte). El golf entre Atos i Sitònia es deia antigament golf Singític, i el situat entre Sitònia i Pellene, golf Toronaic.
Les principals ciutats són Tessalònica, Skolos, Stavrós i Polýgyros. A l'est de la península hi ha el golf Estrimònic i a l'oest el golf de Tessalònica. Ciutats antigues de la península eren Eneia o Aenia, Gigonos, Antigònia, Potidea, Crussis (Crossaea), Saxe, Mende, Scione, Therambos, Ege, Neàpolis de Calcídica, Aphytis, Mecyberna, Sermyle, Galepsos, Torone, Sarte, Singos, Piloros, Assa, Olint, Apol·lònia, Scolos, Spartolos, Angeia, Miacoros (Milcoros), Sane (Acte), Sane (Pal·lene), Acantos, Stageira, Argilos, Stratonice, Bromiscos i Arethusa.
Fou colonitzada per la ciutat de Calcis a Eubea, d'on li ve el nom. No obstant no eren calcídiques Acantos i Stageiros (colònies d'Andros), ni Potidea (colònia de Corint), ni Olint (poblada per un poble expulsat de la regió de l'oest del Lydias a Macedònia).
Les ciutats calcídies fundades per Calcis al segle vii aC foren Torone i Crusis. Artabazos, el sàtrapa persa revoltat contra Xerxes I de Pèrsia, va ocupar Olint, va matar el poble local (els bottiaei o bottis) i va entregar la ciutat als seus aliats calcídics.
Per influència del rei Perdicas de Macedònia, els calcídis van fer la guerra a Atenes que dominava Potidea i les ciutats de la rodalia. L'expedició de Brasides a Tràcia va segellar la independència de les ciutats de la península.
Després de la guerra del Peloponès els habitants d'Apol·lònia de Calcídia i Acantos van demanar ajut a Esparta contra Olint, que finalment fou ocupada el 379 aC. Però Olint va obtenir després la supremacia fins a la incorporació a Macedònia.